# Portret van Pius VII
Het Portret van Pius VII is een schilderij van Jacques-Louis David uit 1805. Sinds 1827 maakt het werk deel uit van de collectie van het Louvre in Parijs.

## Geschiedenis
Napoleon had paus Pius VII uitgenodigd naar Parijs te komen om hem tot keizer te kronen. De paus accepteerde het voorstel in de hoop dat hiermee het meningsverschil over het Concordaat zou worden opgelost. De ceremonie vond plaats op 2 december 1804 in de Notre-Dame van Paris. Napoleon kroonde zich echter zelf, waarmee hij aangaf dat zijn macht van hemzelf kwam en niet van God. De rol van de paus was erg beperkt. De ceremonie is afgebeeld op een van Davids belangrijkste werken, De kroning van Napoleon, waarop ook de paus te zien is.
Rond de kroning verbleef de paus enige maanden in Parijs, waar hij een appartement had in het Tuilerieënpaleis. David schilderde hem daar eind februari 1805, waarschijnlijk in opdracht van Napoleon. Met de hulp van een van zijn leerlingen, waarschijnlijk George Rouget, maakte hij in totaal drie versies, een voor de paus, een voor de keizer en een voor de keizerin. De paus zou zijn portret echter nooit ontvangen. Het werd afwisselend tentoongesteld in het Palais du Luxembourg en het Louvre, waar het in 1827 definitief terechtkwam. De andere twee werden overgebracht naar het kasteel van Fontainebleau en het kasteel van Saint-Cloud (en later naar het kasteel van Versailles). 

## Voorstelling
De 63-jarige paus wordt op halve lengte afgebeeld, zittend in een fauteuil met armleuningen en een rode fluwelen rugleuning met gouden borduurwerk, tegen een donkerbruine achtergrond. Hij draagt een rochet (wit koorhemd) waarvan de mouwen zichtbaar zijn, een camail (een soort cape) van rood fluweel afgewerkt met hermelijn en een met goud geborduurde stola om zijn nek. Op zijn hoofd draagt hij een witte solideo. Met zijn rechterhand houdt hij een vel papier vast waarop de woorden "Pio VII Bonarium Artium Patron" ("Pius VII beschermer van de schone kunsten") staan geschreven. 
David legt op prachtige wijze de bescheiden, sobere, maar toch aandachtige uitdrukking van de paus vast. Hij geeft op getrouwe wijze diens Italiaanse trekken weer. De schilder sloot aan bij eerdere portretten van pausen, zoals Velázquez' versie van Innocentius X. Volgens Delécluze, een biograaf van David, had de schilder, een voormalige revolutionair, bewondering voor de paus gekregen: "Wat is hij eenvoudig en wat heeft hij een prachtig hoofd. (...) Dit is werkelijk een paus: hij is een echte priester."

## Afbeeldingen

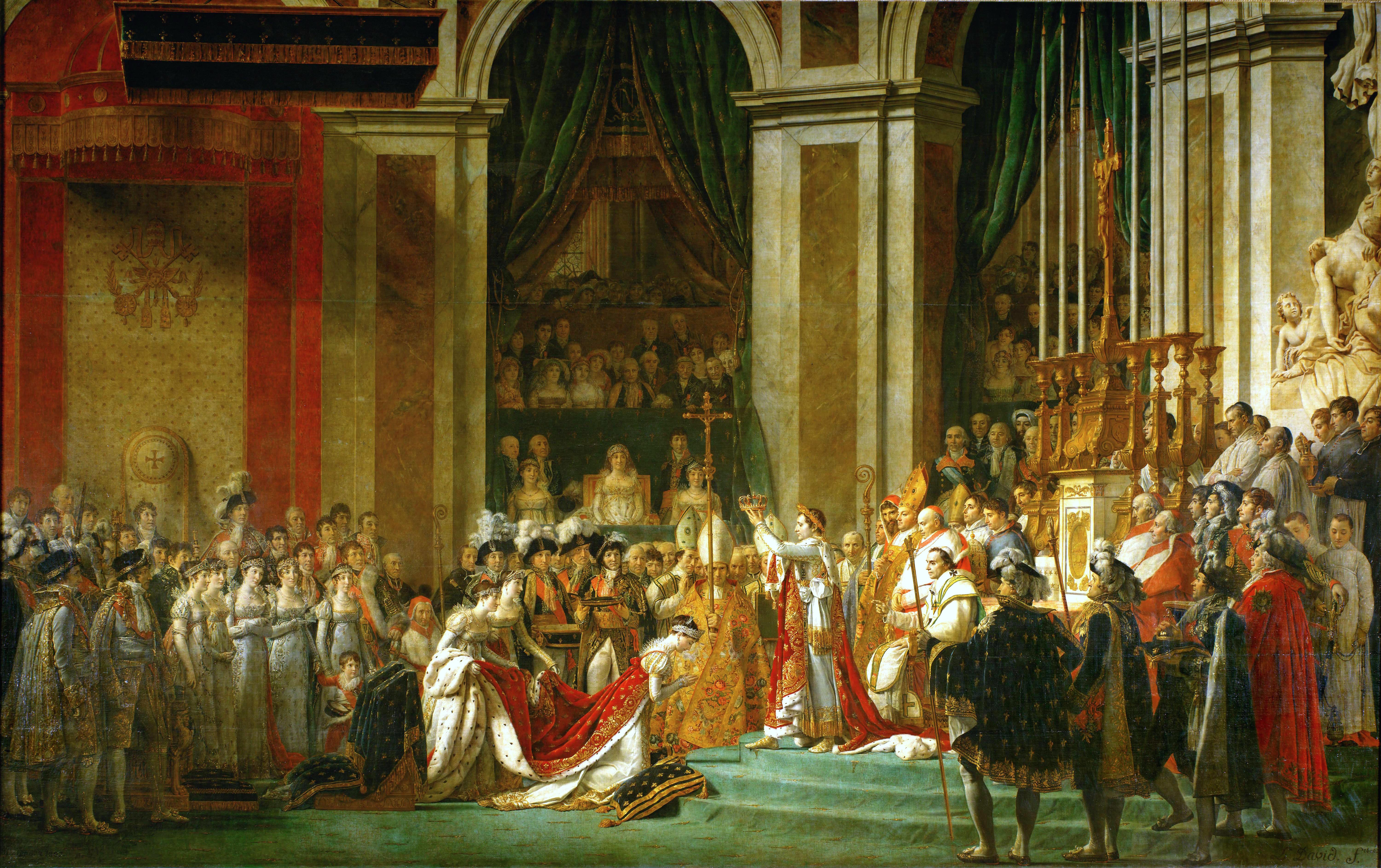
De kroning van Napoleon
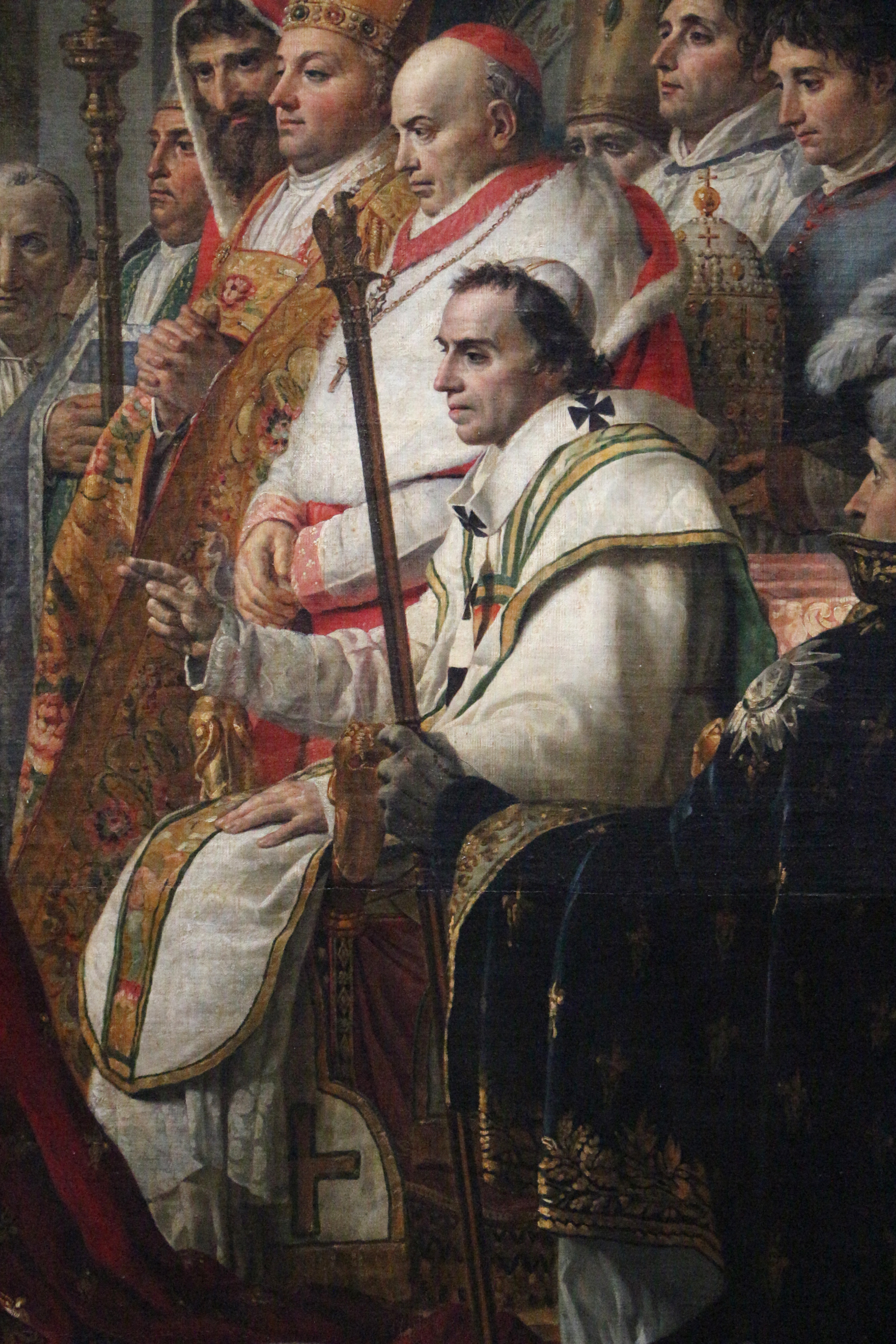
De paus op De kroning van Napoleon
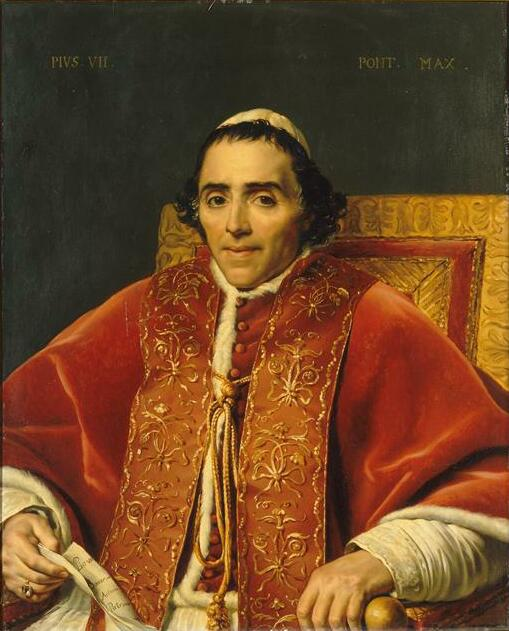
Versie in Fontainebleau
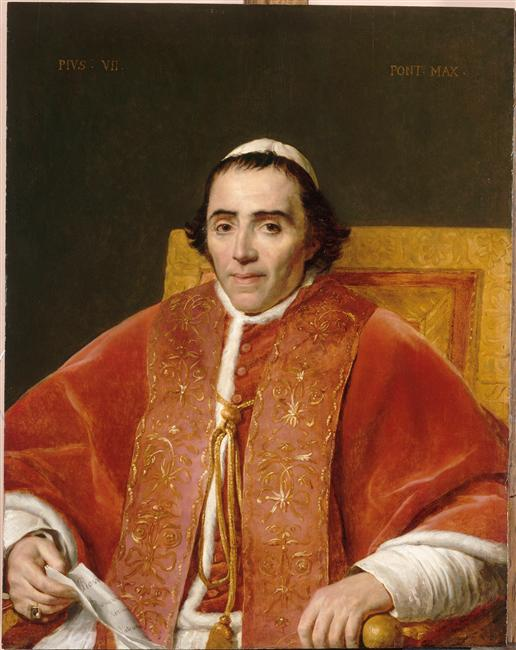
Versie in Versailles
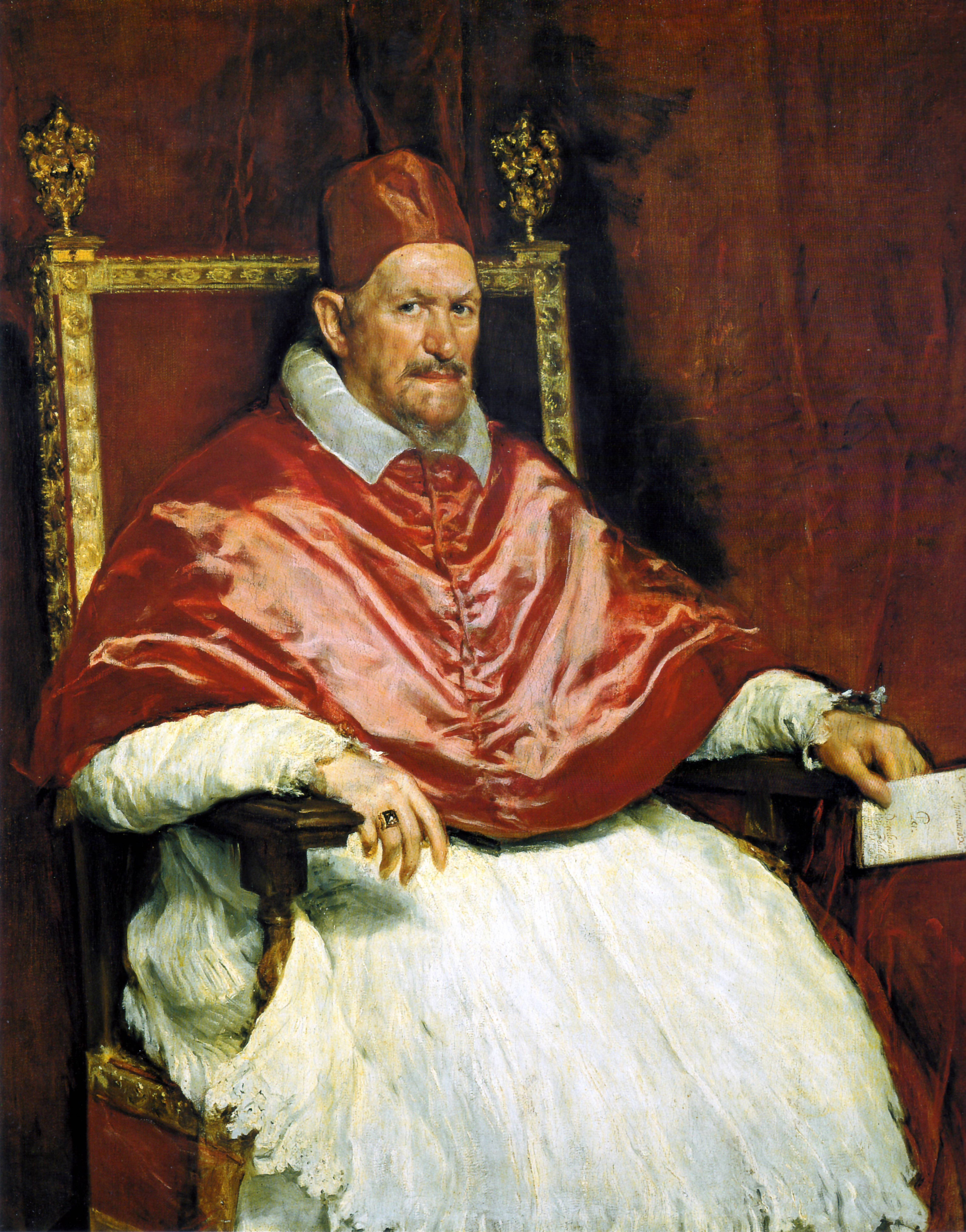
Portret van Innocentius X - Velázquez